# 1900年パリオリンピックのロシア選手団
1900年パリオリンピックのロシア選手団（1900ねんパリオリンピックのロシアせんしゅだん）は、フランスのパリで1900年5月14日から10月28日までフランスの首都パリで開催された1900年パリオリンピックのロシア選手団の名簿。

## 概要
メダル獲得はなし。